# Мидхад Шюкрю Бледа
Мидхад Шюкрю Бледа (на турски: Mithat Şükrü Bleda) е политик от Османската империя, виден член на Младотурския комитет.

## Биография
Роден е в 1874 година в Солун, тогава в Османската империя, днес Гърция. Той е сред основателите на Комитета за единство и прогрес и след Хуриета е избран за депутат в османския парламент от Солун на изборите в 1908 и тези в 1912 година от Драма.
Мидхад Шюкрю бей е сред видните дейци по време на Втората конституционна епоха в Османската империя. Взима участие в клането и депортирането на арменци. Става министър на образованието в 1915 година. В 1919 година е изпратен в изгнание в Малта от британското командване. След приемането на Закона за фамилиите Мидхад Шюкрю приема фамилията Бледа. Мидхад Шюкрю Бледа е депутат в парламента на Турция в периода 1935 - 1950 година.